# توربش‌ها
مسلمانان مقدونیه (مقدونی: Македонци-муслимани یا Makedonci-muslimani) یا توربِش‌ها (مقدونی: Торбеши) که در منابع قدیمی هم گروه با پوماک‌ها در نظر گرفته می‌شدند، یک اقلیت مذهبی اسلاو نژاد در جامعه قومی در مقدونیه هستند. بیشتر آنان اهل سنت هستند اگرچه تعداد زیادی از آن‌ها نیز اهل تصوف می‌باشند. آن‌ها از نظر فرهنگی از اکثریت مسیحی ارتدوکس جامعه متمایز شده‌اند و از نظر زبانی نیز با بقیه مسلمانان مقدونیه که آلبانیایی، ترک یا کولی هستند، تفاوت دارند.

## ریشه
توربش‌ها اصالتاً اسلاوهای ارتدوکس مذهب بودند که در زمان حکومت عثمانی بر شبه جزیره بالکان به اسلام گرویدند. آنان نقش مهمی را در جنبش پاولیکیان داشتند. برخی سنت‌های پیش از اسلام نیز هنوز درمیان آنان باقی مانده.

## مناطق زندگی
توربش‌ها اغلب در غرب مقدونیه شرق آلبانی زندگی می‌کنند. منطقه دِبار مرکز اصلی تجمع این قوم است.

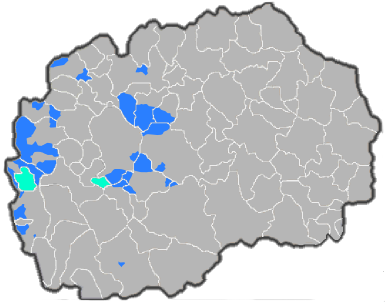
مناطقی که مسلمانان مقدونیه اکثریت جمعیت را تشکیل می‌دهند.
مناطق تمرکز جمعیت توربش ها

## نگارخانه

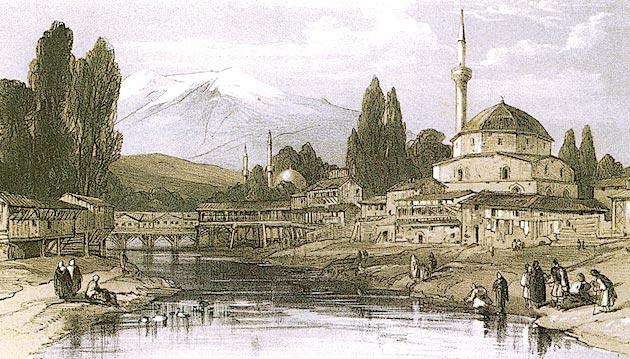
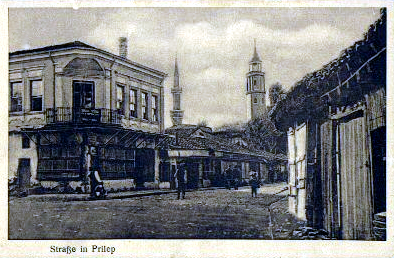
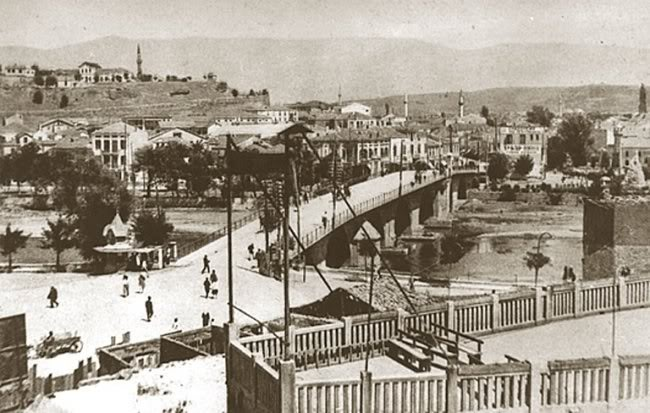
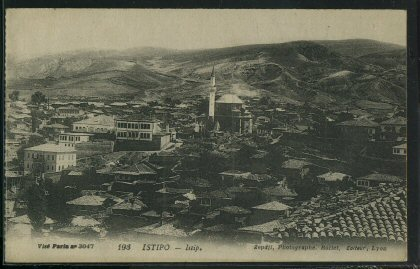